# 2MASS J15462718-3325111
2MASS J15462718-3325111 ist ein Brauner Zwerg der Spektralklasse T5,5 im Sternbild Wolf. Seine Position verschiebt sich aufgrund seiner Eigenbewegung jährlich um 0,2254 Bogensekunden. Zudem weist er eine Parallaxe von 88 Millibogensekunden auf. Er wurde 2002 von Adam J. Burgasser et al. entdeckt.